# Diecéze Atambua
Diecéze Atambua je římskokatolická diecéze nacházející se v Indonésii.

## Území
Zahrnuje území východní části ostrova Západní Timor.
Biskupským sídlem je město Atambua, kde se nachází hlavní chrám, katedrála Neposkvrněného početí Panny Marie.

## Historie
Dne 25. května 1936 byl bulou Ad Christi Evangelium papeže Pia XI. zřízen z části území apoštolského vikariátu Malé Sundy nový apoštolský vikariát Holandský Timor. Dne 11. listopadu 1948 byl přejmenován na Atambua.
Dne 8. března 1951 byla část území včleněna do nového apoštolského vikariátu Larantuka.
Dne 3. ledna 1961 byl vikariát bulou Quod Christus papeže Jana XXIII. povýšen na diecézi a stala se sugragánou arcidiecéze Ende. Dne 13. dubna 1967 byla část území použita ke zřízení diecéze Kupang.
Dne 23. října 1989 vstoupila do církevní provincie Kupang.

## Seznam apoštolských vikářů a biskupů
- Jacques Pessers, S.V.D. (1937–1957)
- Theodorus van den Tillaart, S.V.D. (1957–1984)
- Anton Pain Ratu, S.V.D. (1984–2007)
- Dominikus Saku (od 2007)